# Císařovy nové šaty
Císařovy nové šaty (dánsky Kejserens nye klæder) je pohádková povídka napsaná Hansem Christianem Andersenem. Tento příběh byl přeložen do více než 100 jazyků. Povídka byla poprvé publikována 7. dubna 1837 v Kodani.

## Děj
Marnivý císař starající se jen o svůj vzhled si najme dva tkalce, kteří jsou však ve skutečnosti podvodníci. Ti mu slibují nové šaty, které jsou neviditelné pro ty, kteří jsou nezpůsobilí k výkonu své funkce či jsou hloupí. Císař sám tyto neexistující šaty pochopitelně nevidí, ale předstírá, že tomu tak je, aby nevzbudil pochybnosti o vhodnosti své osoby pro císařský trůn. Jeho ministři dělají to samé. Falešní tkalci dokončují práci a předstírají, že císaře oblékají do nových šatů. Císař jde v průvodu poddaných, když najednou dítě, které je příliš upřímné, než aby pochopilo výhody přetvářky, vykřikne, že císař na sobě nic nemá. To pak opakuje i celý zástup, císař se však rozhodne průvod dokončit.

## Dramatizace
- 1990 František Pavlíček: Císařovy nové šaty, rozhlasová hra na motivy pohádky Hanse Christiana Andersena. Překlad: Gustav Pallas, dramaturgie: Eva Košlerová, režie: Karel Weinlich, hrají: Jiří Sovák, Petr Nárožný, Karel Heřmánek, Jiří Samek, Antonín Hardt, Viktor Preiss, Jiří Langmajer, Jakub Zdeněk, Jana Drbohlavová. [2]
- 1993 - film Císařovy nové šaty, režie Juraj Herz

## Další zpracování
- 1947 - Emil František Burian: Císařovy nové šaty, opera
- 1978 - Pepa Nos: Císařovy nové šaty, píseň, nahráno na CD Navzdory nepohodě, Responde Media 2004
- 1988 - Jan Burian: Císařovy nové šaty, píseň.[3]